# Rhitymna pinangensis
Espèce
Synonymes
- Sarotes pinangensis Thorell, 1891
- Rhitymna ingens Simon, 1897

Rhitymna pinangensis est une espèce d'araignées aranéomorphes de la famille des Sparassidae.

## Distribution
Cette espèce se rencontre en Thaïlande dans la province de Nakhon Si Thammarat, en Malaisie au Penang, au Selangor, au Pahang et au Sarawak, au Brunei et en Indonésie à Java et à Sumatra,,.

## Description
La carapace des mâles mesure de 8,3 à 10,0 mm de long et l'abdomen de 8,2 à 10,3 mm de long et la carapace des femelles mesure de 9,6 à 10,5 mm de long et l'abdomen de 13,3 à 16,0 mm de long.

## Étymologie
Son nom d'espèce, composé de pinang et du suffixe latin -ensis, « qui vit dans, qui habite », lui a été donné en référence au lieu de sa découverte, l'île de Penang[réf. nécessaire].

## Publication originale
- Thorell, 1891 : Spindlar från Nikobarerna och andra delar af södra Asien. Kongliga Svenska Vetenskaps-Akademeins Handlingar, vol. 24, no 2, p. 1-149 (texte intégral).